# مونتي نورمان
مونتي نورمان (4 أبريل 1928 - 11 يوليو 2022)، هو ملحن ومؤلف ومغني سينمائي إنجليزي اشتهر بتأليف الموسقيى الشهيرة لسلسلة أفلام جيمس بوند.

## حياته
وُلد نورمان مونتي نوسيروفيتش، في ستيبني بشرق لندن، لأبوين يهوديين، وتم إجلاؤه من لندن في بداية الحرب العالمية الثانية. عمل مونتي نورمان خلال الخمسينيات والستينيات كمغنّ مع العديد من الفرق الموسيقية، ويعتبر اللحن الذي وضعه لسلسلة أفلام جيمس بوند علامة مميزة لا تزال السلسلة تحتفظ بها في كل أفلامها. وبدأ تعاون مونتي نورمان مع سلسلة جميس بوند من الفيلم الأول "دكتور نو"، وحدث بينه وبين الموسيقار البريطاني جون بيري نزاع قانوني حول ملكية اللحن، بعد أن قام الأخير بإعادة توزيعه، لكن نورمان ربح نزاعين قانونيين حول أحقيته باللحن الشهير، وبلغت العائدات التي حصل عليها من حقوق اللحن، بين عامي 1976 و 1999، حوالي 485 ألف جنيه إسترليني.

## وفاته
توفي يوم الإثنين 11 يوليو 2022 عن عمر ناهز 94 عاما.

## روابط خارجية
- مونتي نورمان على موقع IMDb (الإنجليزية)
- مونتي نورمان على موقع ميوزك برينز (الإنجليزية)
- مونتي نورمان على موقع قاعدة بيانات برودواي على الإنترنت (الإنجليزية)
- مونتي نورمان على موقع أول ميوزيك (الإنجليزية)
- مونتي نورمان على موقع ديسكوغز (الإنجليزية)
- مونتي نورمان على موقع قاعدة بيانات الفيلم (الإنجليزية)